# معماری استالینیستی

یک آسایشگاه به سبک استالینیستی

معماری استالینیستی (به انگلیسی: Stalinist architecture) که به عنوان معماری امپراتوری استالینی هم شناخته می‌شود، سبکی است که در بین سال‌های ۱۹۳۳ تا ۱۹۵۵ در اتحاد جماهیر شوروی، در سرزمین‌های تحت رهبری ژوزف استالین، به وفور دیده می‌شد. این سبک معماری زمانی به وجود آمد که بوریس آیفن دستور به ساخت محلی برای شوراها داد.

## گستره

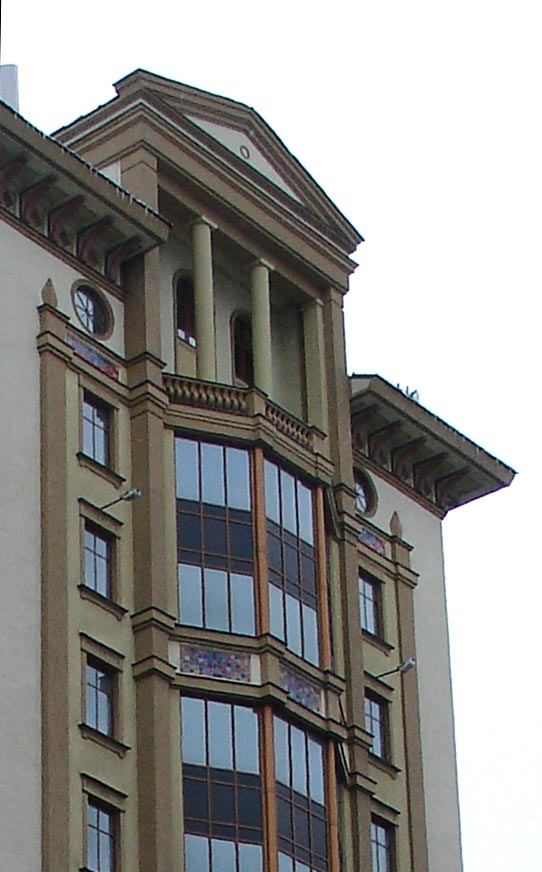
برچ گالس؛ خیابان توورس کایا

اگرچه استالین با معماری ساخت‌گرا مخالف بود، اما ساخت چنین بناهایی در دهه۳۰میلادی افزایش داشت. این سبک معماری مورد توجه آلبرت کان و ویکتور وسنین قرار گرفت. آن‌ها این سبک را تحت تأثیر ایده‌های مدرن رواج دادند. برنامه‌های شهری برای استالین اهمیتی نداشت، بنابراین اغلب ساختمان‌های صنعتی به سبک استالینیستی ساخته نشدند. حتی نخستین ایستگاه مترو مسکو دارای چنین معماری نبود.

## میراث این سبک در دوره کنونی
برخی ساختمان‌های لئونید برژنف به ویژه کاخ سفید روسیه را می‌توان میراث استالین دانست.
رژیم نئو-استالینیستی در رومانی نمونه‌هایی از این سبک معماری را گسترش داد. مانند کاخ پارلمان که به سبک معماری استالینیستی ساخته شده‌است. ساخت این کاخ در سال ۱۹۹۶ آغاز شد.
نمونه‌های دیگری از ساختمان‌ها که به سبک معماری استالینیستی ساخته شده‌اند:
- کاخ پیروزی یکی از برجسته‌ترین ساختمان‌ها به این سبک است.
- دادگاه روم که توسط میخائیل فلیپو بنا شد. البته بیشتر به سبک نئوکلاسیک شبه است، اما هنوز به عنوان یک ساختمان با سبک استالینیستی شناخته می‌شود.[۲]
- برج گالس که به دست یک تیم از معماران با تجربه در خیابان توورس کایا ساخته شد. در ساخت این بنا هنر نو و هنر دکو آمیخته شده‌اند.[۳]
- پروبراژنسکایا زاستاوا (به انگلیسی: Preobrazhenskaya Zastava) یک مجتمع شامل ۳۰۸ واحد آپارتمان و چند فروشگاه در اوایل دهه ۳۰میلادی با تأثیر از آرت دکو به دست آیفن و ولادمیرویچ طراحی شده‌است.